# El Yucateco
El Yucateco es una marca mexicana de salsas picantes. Fue fundada en 1968 o 1973, según fuentes contradictorias. Inicialmente vendido sólo en supermercados del centro de México, comenzó a venderse en Estados Unidos a mediados de la década de 1970. Hoy se vende en todo el mundo, con las bases de clientes más grandes en Estados Unidos y Canadá. En 2016, existían siete variedades de salsa picante El Yucateco, oscilando entre 1,270 y 11,600 unidades Scoville. En 2018 y 2023 surgieron conflictos laborales en la empresa; esta última disputa fue mediada y resuelta por la Confederación Revolucionaria de Obreros y Campesinos (CROC).

## Historia
Las fuentes discrepan sobre si El Yucateco Company (Salsas y Condimentos el Yucateco), fue fundada por Príamo Gamboa Ojeda en 1968 o 1973. Originalmente fue una pequeña empresa familiar fundada en Mérida, Yucatán, dedicada a la producción de salsas de chile habanero basadas en recetas de la familia Gamboa. Originalmente, las salsas sólo se vendían en los supermercados del centro de México; A mediados de la década de 1970, la línea de salsas picantes de El Yucateco fueron las primeras mexicanas vendidas en los Estados Unidos. En 2022, fue nombrada salsa picante oficial del World Food Championships.
Hoy en día, las salsas El Yucateco se venden en Norteamérica, Europa, Asia y Oceanía; La base de clientes más grande se encuentra en los Estados Unidos y Canadá. Tienen una moderna instalación de fabricación, que contiene sus propios campos de habanero y achiote en México. En 2023, tenían aproximadamente 300 empleados a tiempo completo y 500 de guardia.
Según el Yucatán Times, las salsas El Yucateco se ubican en la cima de las salsas de habanero en distribución nacional y reconocimiento en los Estados Unidos. En 2016, CBS Detroit se refirió a El Yucateco como «la única salsa picante sin la que no puedes vivir».

### Conflictos laborales
Los trabajadores de la planta El Yucateco en Kanasín protestaron en noviembre de 2018 contra las condiciones laborales y los abusos por parte de la dirección y los propietarios. Según su denuncia, dijeron que la empresa obligaba al personal a trabajar en sus días libres. Los que no cumplían eran despedidos. Representantes de El Yucateco se negaron a comentar sobre el asunto y agregaron que la prensa «no es quién para mediar en un problema laboral».
En 2023, El Yucateco negó al personal su participación anual en las ganancias, a pesar del crecimiento del negocio. Aproximadamente 120 trabajadores se apoderaron de la planta para exigir la restitución de su parte. La empresa emitió un comunicado explicando que no se podía obtener participación en las ganancias porque no se obtuvieron ganancias en el año fiscal anterior. Las reacciones en las redes sociales fueron en su mayoría negativas y dieron lugar a llamamientos a un boicot. La Confederación Revolucionaria de Obreros y Campesinos medió en un acuerdo en el que los trabajadores recibirían su parte anual de las ganancias en dos pagos.